# Царевококшайский кремль
Царевококшайский кремль (истор. город Царев Кокшайский) — название исторической крепости в Царевококшайске (нынешней Йошкар-Оле), а также современного культурно-исторического комплекса, построенного в 2009 году.

## Исторический кремль

### Описание
Исторический кремль Царевококшайска существовал с 1584 по 1696 год. Он представлял собой типичное военное укрепление, окружённое с четырёх сторон земляными валами с деревянными стенами. Вокруг стен были вырыты рвы, наполненные водой. У крепости имелись четыре башни. С восточной стороны кремль примыкал к Малой Кокшаге. Сегодня территория исторического кремля расположена между рекой на востоке и улицей Советской на западе, с северной стороны приблизительно улицей Красноармейской, с южной — бывшей улицей Горького. В крепости располагался гарнизон из стрельцов и служилых людей.

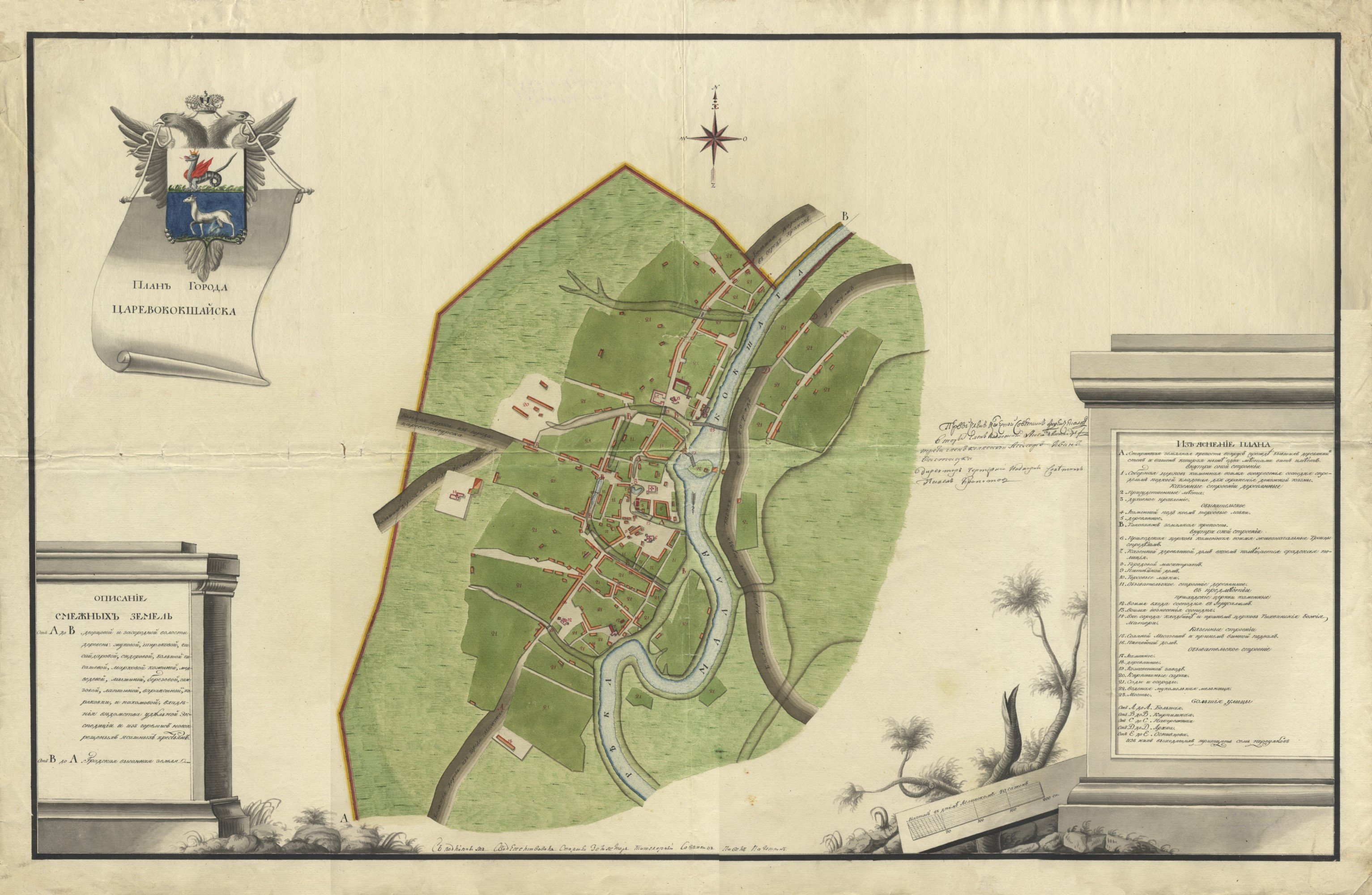
План Царевококшайска 1795 года с очертаниями рвов кремля и острога

Кремль представлял собой в плане неправильный четырёхугольник и был окружён деревянной рубленой стеной протяжённостью 481,4 м. У него было пять глухих и три проездные башни. Известны названия только трёх башен — Спасская, Галицкая и Тайницкая. Из последней, вероятно, шёл тайник к Малой Кокшаге. Внутри кремля находились деревянный Воскресенский собор, воеводский двор, приказная изба, пороховой погреб и казённые складские постройки. К кремлю примыкал острог, охватывавший его полукольцом с северной, западной и южной сторон. Он являлся второй линией укреплений Царевококшайской крепости. Протяжённость стены острога составляла 538 м, с внутренней стороны она была укреплена рублеными тарасами. У неё была одна проездная и три глухие башни. На территории острога стояла деревянная Троицкая церковь, вокруг которой находились осадные дворы местных служилых людей.

### История
Деревянная крепость, давшая начало городу, была возведена в августе 1584 году как опорный пункт Русского царства во время Третьей черемисской войны. Её основателями стали воевода Дмитрий Петрович Елецкий и голова Никифор Павлович Чепчугов. В ноябре того же года указом царя Фёдора Ивановича в новый Царёв город на Кокшаге были присланы полки и наряд. Первым воеводой крепости стал Иван Андреевич Ноготков-Оболенский. Царевококшайск, как вскоре начал называться город, стал местным военно-административным центром.
В январе 1609 года в правления Василия Шуйского город был взят сторонниками Лжедмитрия II, сдавшийся гарнизон крепости принес последнему присягу. Однако вскоре прибывший сюда царский отряд из Казани отбил город. В середине XVII века военное значение Царевококшайска снизилось, вместо этого стали преобладать ремесленно-торговые и аграрные функции. Рядом с кремлём образовались посад и слобода. Царевококшайский кремль был уничтожен крупным пожаром, охватившим его в 1696 году. В дальнейшем крепость больше не восстанавливалась, на её месте возникла базарная площадь.
Остатки рвов сохранялись ещё в 1950-е годы, но в наше время почти полностью снивелированы. Воскресенский собор и Троицкую церковь, перестроенные в XVIII веке в камне, снесли в советское время.

## Культурно-исторический комплекс «Царевококшайский Кремль»
В 2009 году на историческом месте острога (который примыкал к городу (кремлю) с северной, западной и южной сторон) был создан культурно-исторический комплекс «Царевококшайский Кремль». Комплекс сооружён из красного кирпича, он имеет четыре башни и три проездные арки, но, в отличие от существовавшей в XVII веке деревянной крепости, имеет более геометрически правильную форму. В центре кремля в 2009—2011 годах находился единственный в России и в мире памятник царю Фёдору I Ивановичу, по указу которого был основан Царевококшайск. В 2011 году памятник был перенесён на Воскресенскую набережную, а на его изначальном месте разместилась композиция «Дерево любви и желаний».
На территории кремля расположена трёхъярусная Покровская часовня в русском стиле с шатровым верхом. Также имеется выставка артиллерийских орудий XVI—XIX веков. Территория используется для организации ярмарок, фестивалей, концертов, мастер-классов.

Фотографии
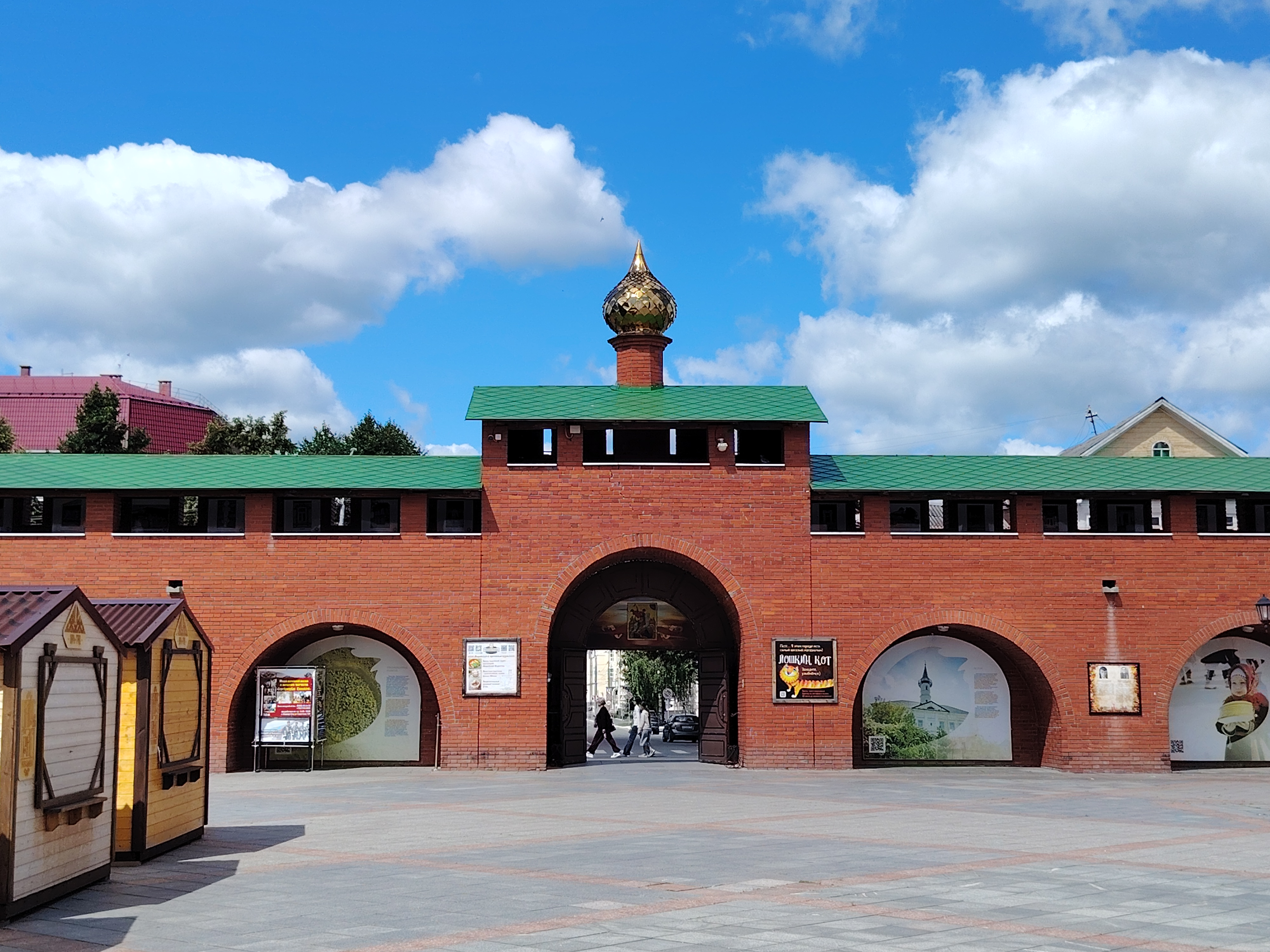
Западные ворота
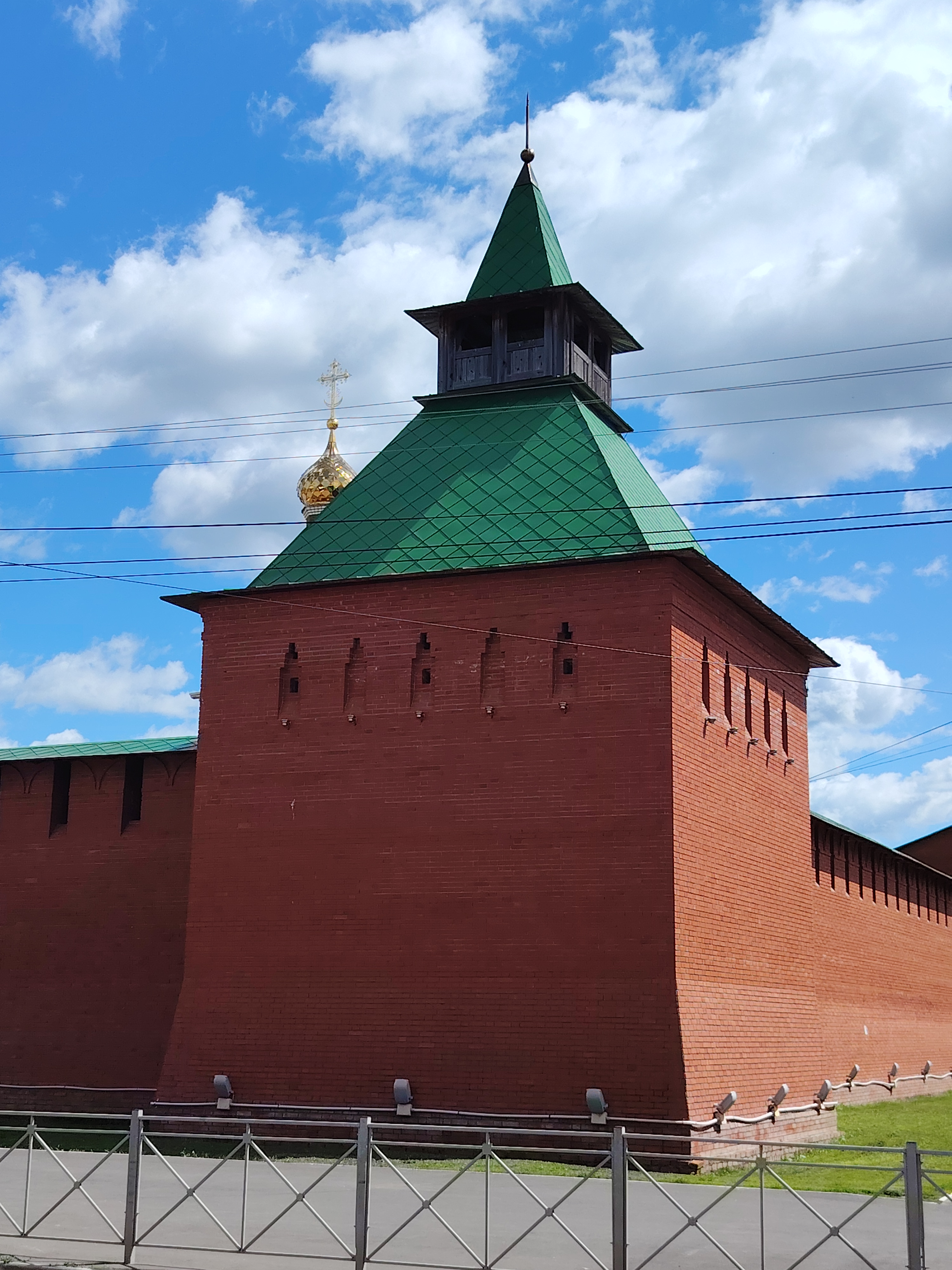
Юго-западная башня
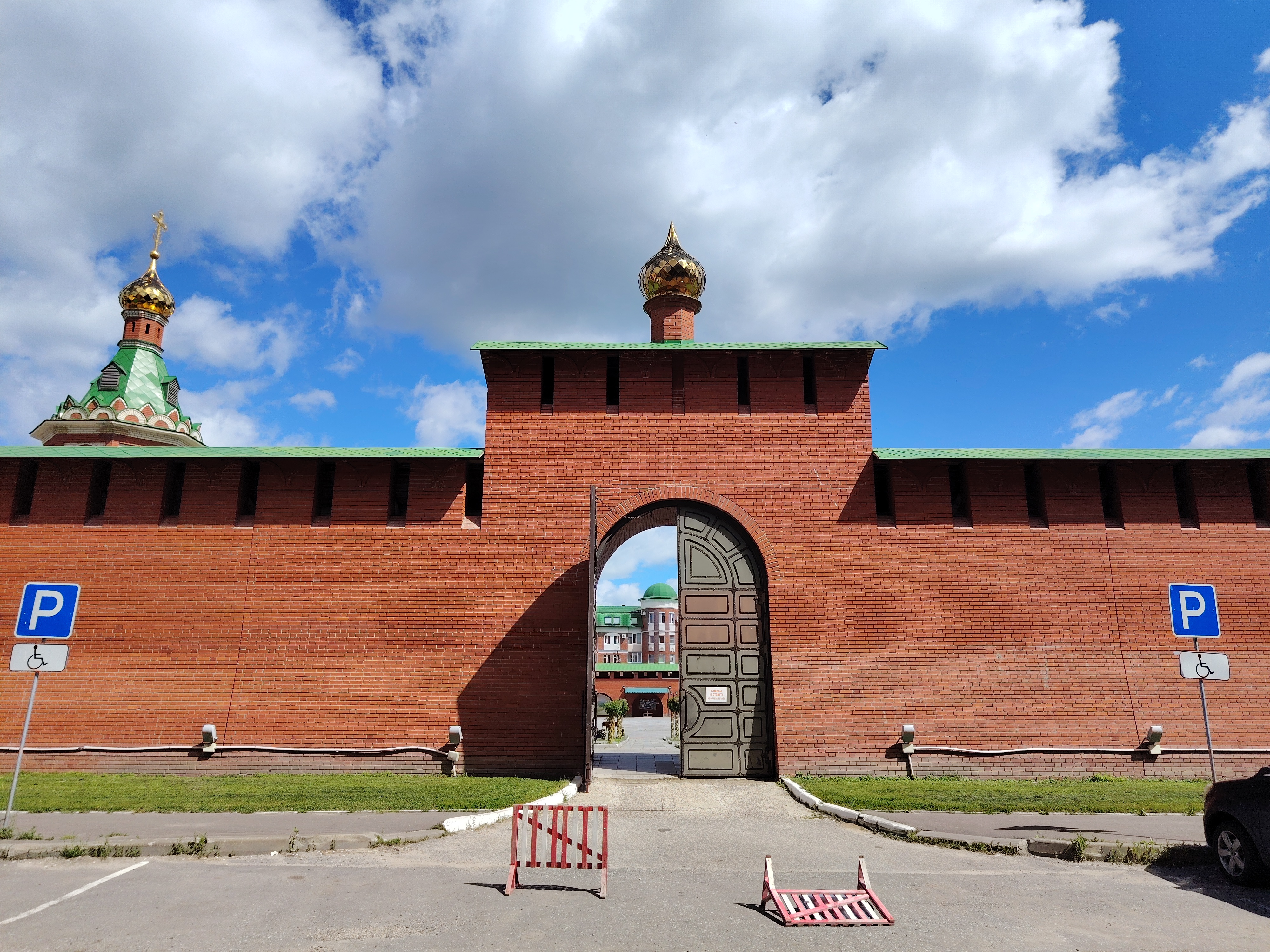
Южные ворота
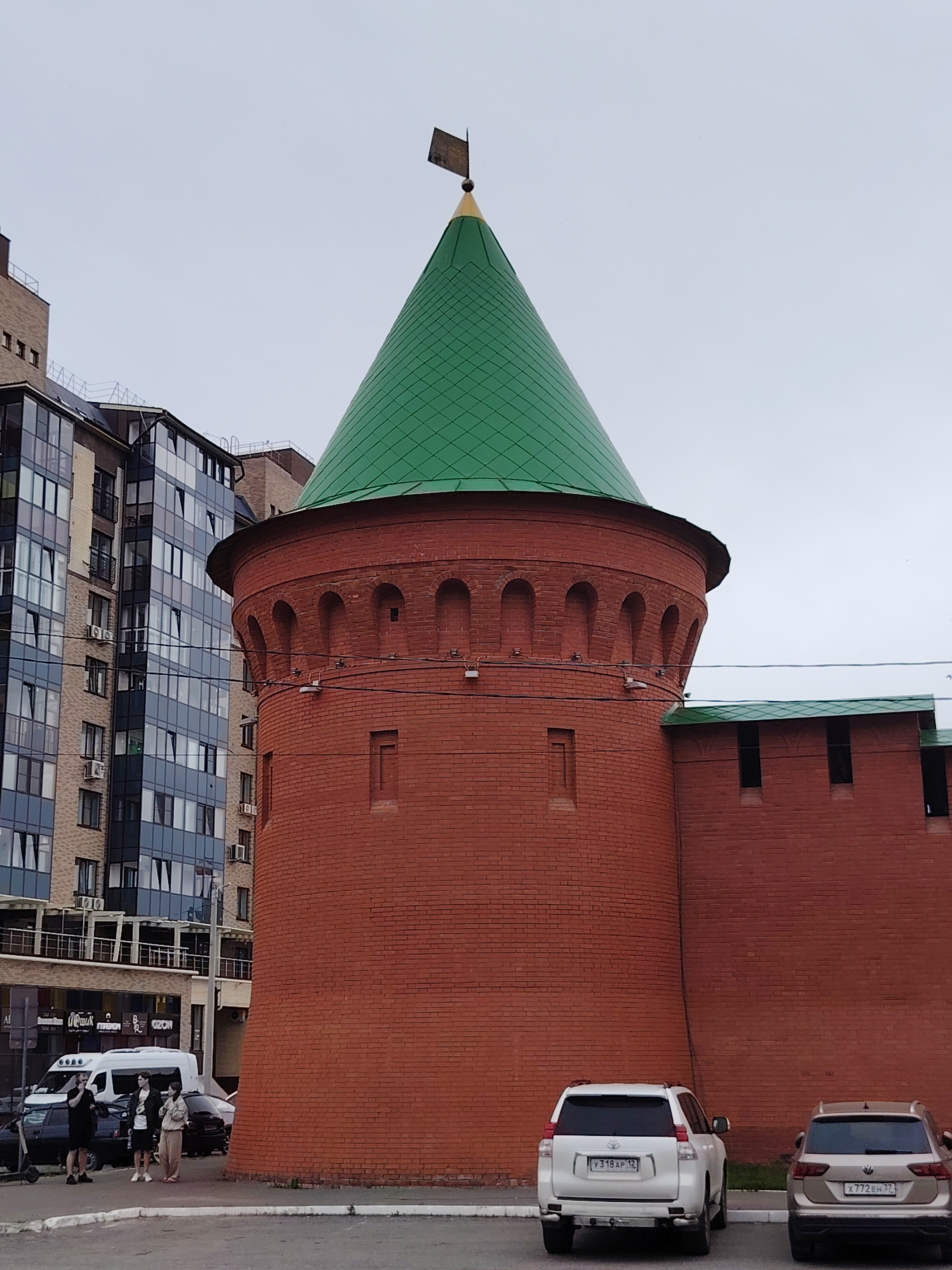
Юго-восточная башня
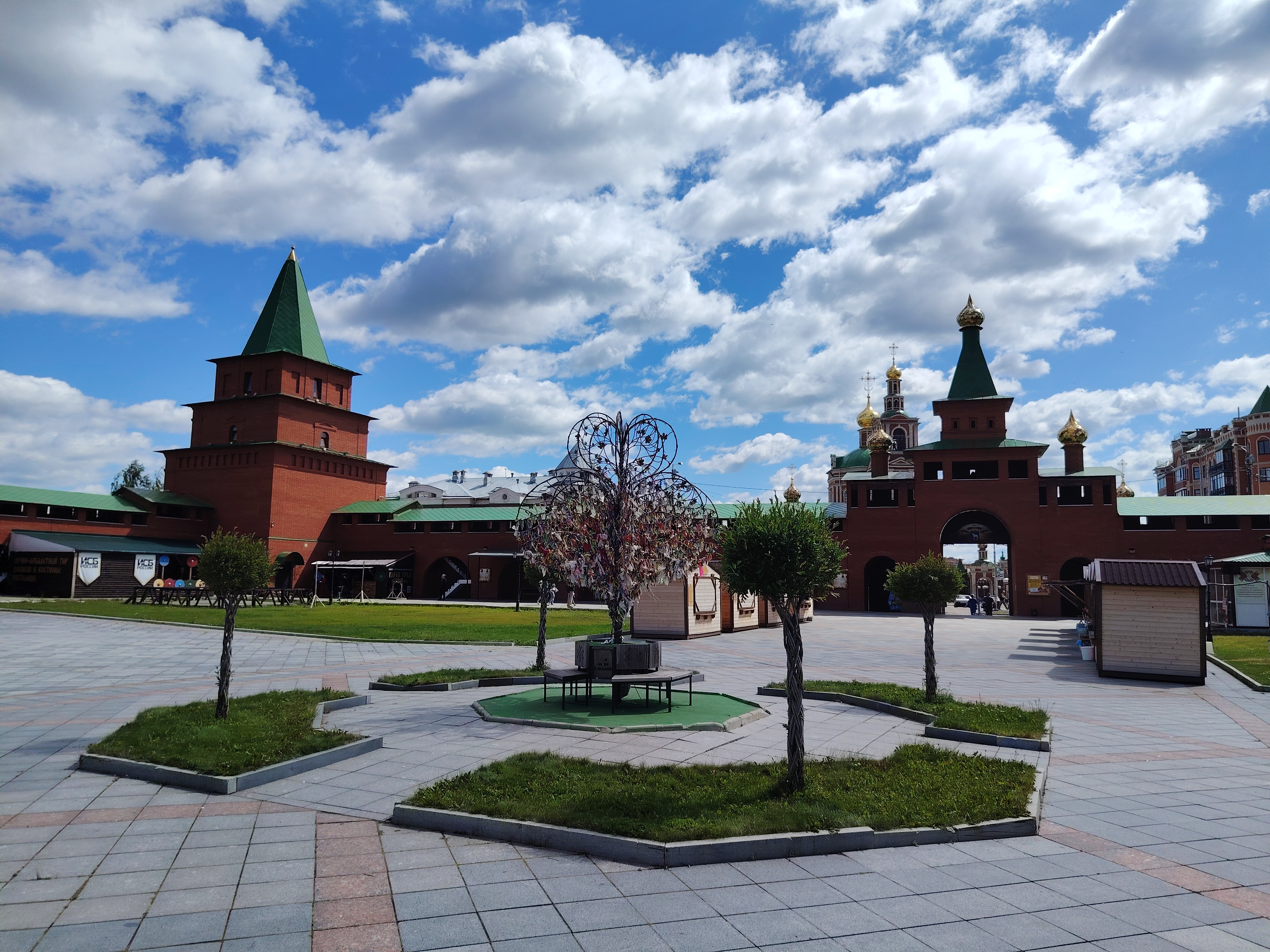
Северо-восточная башня и восточные ворота. В центре — «Дерево любви и желаний»
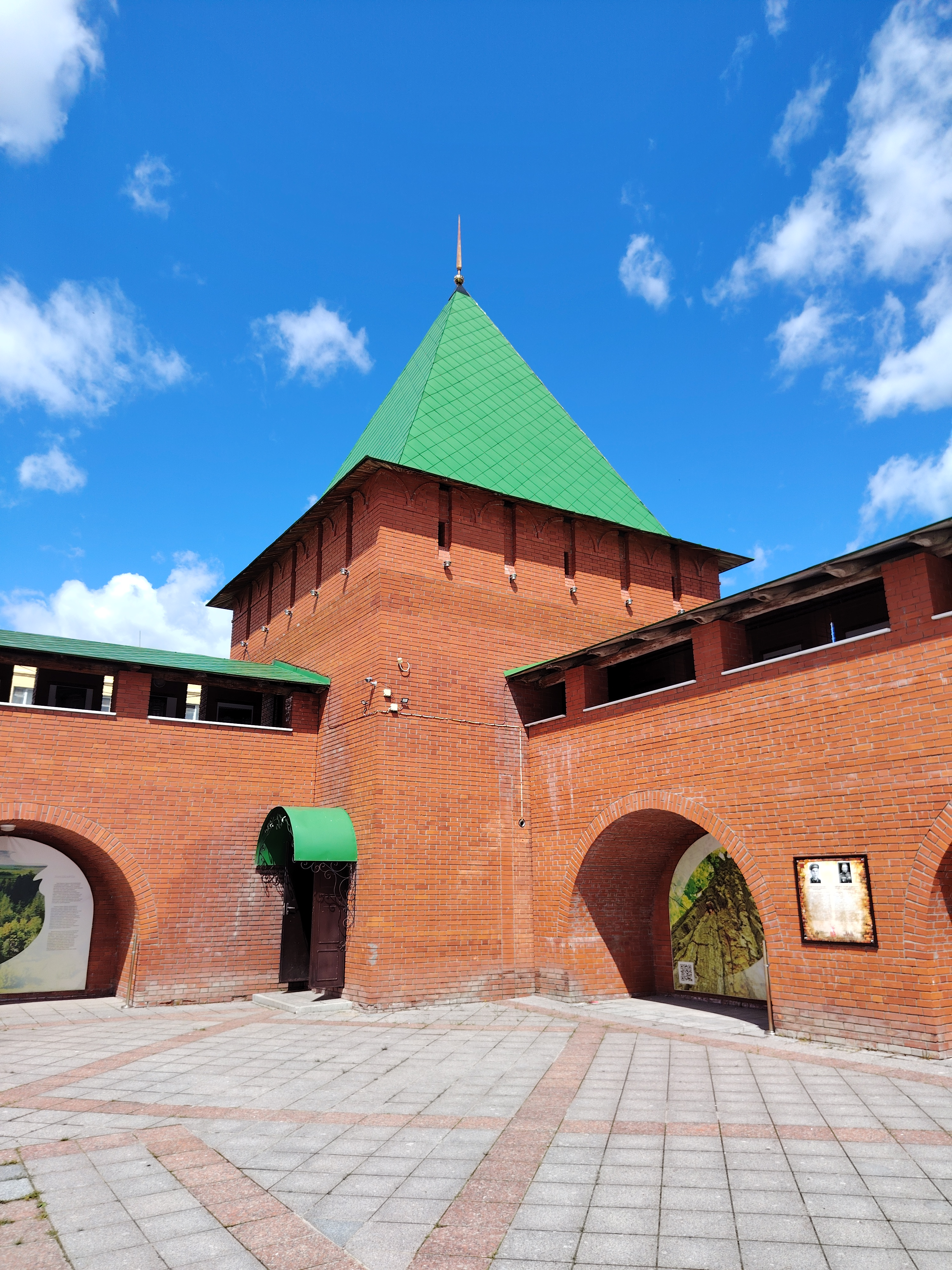
Северо-западная башня
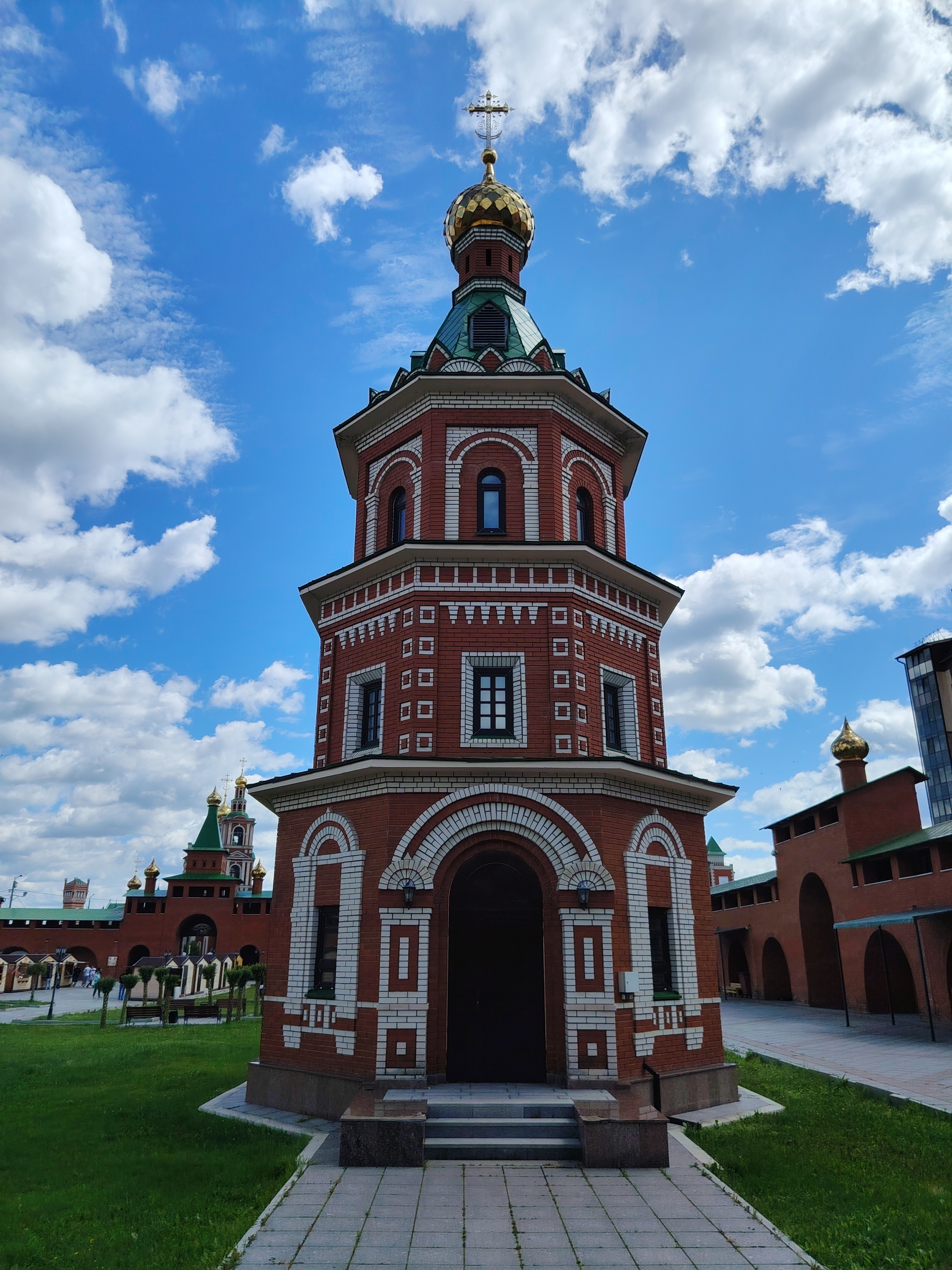
Часовня Покрова Пресвятой Богородицы
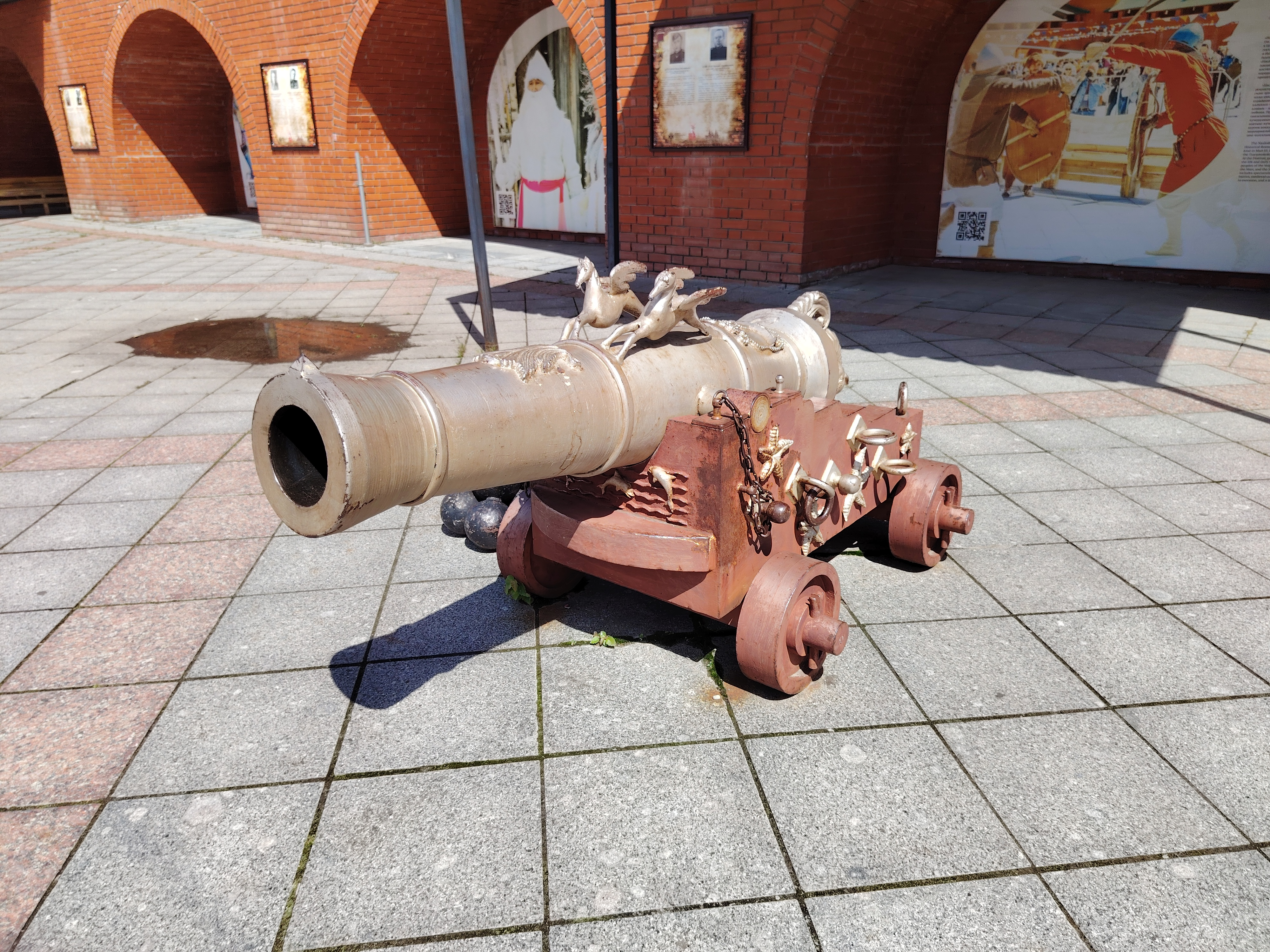
Одна из пушек